# Берод-бай-Вальмерод
Берод-бай-Вальмерод (нім. Berod bei Wallmerod) — громада в Німеччині, розташована в землі Рейнланд-Пфальц. Входить до складу району Вестервальд. Складова частина об'єднання громад Вальмерод.
Площа — 3,92 км2. Населення становить 540 ос. (станом на 31 грудня 2020).

## Галерея

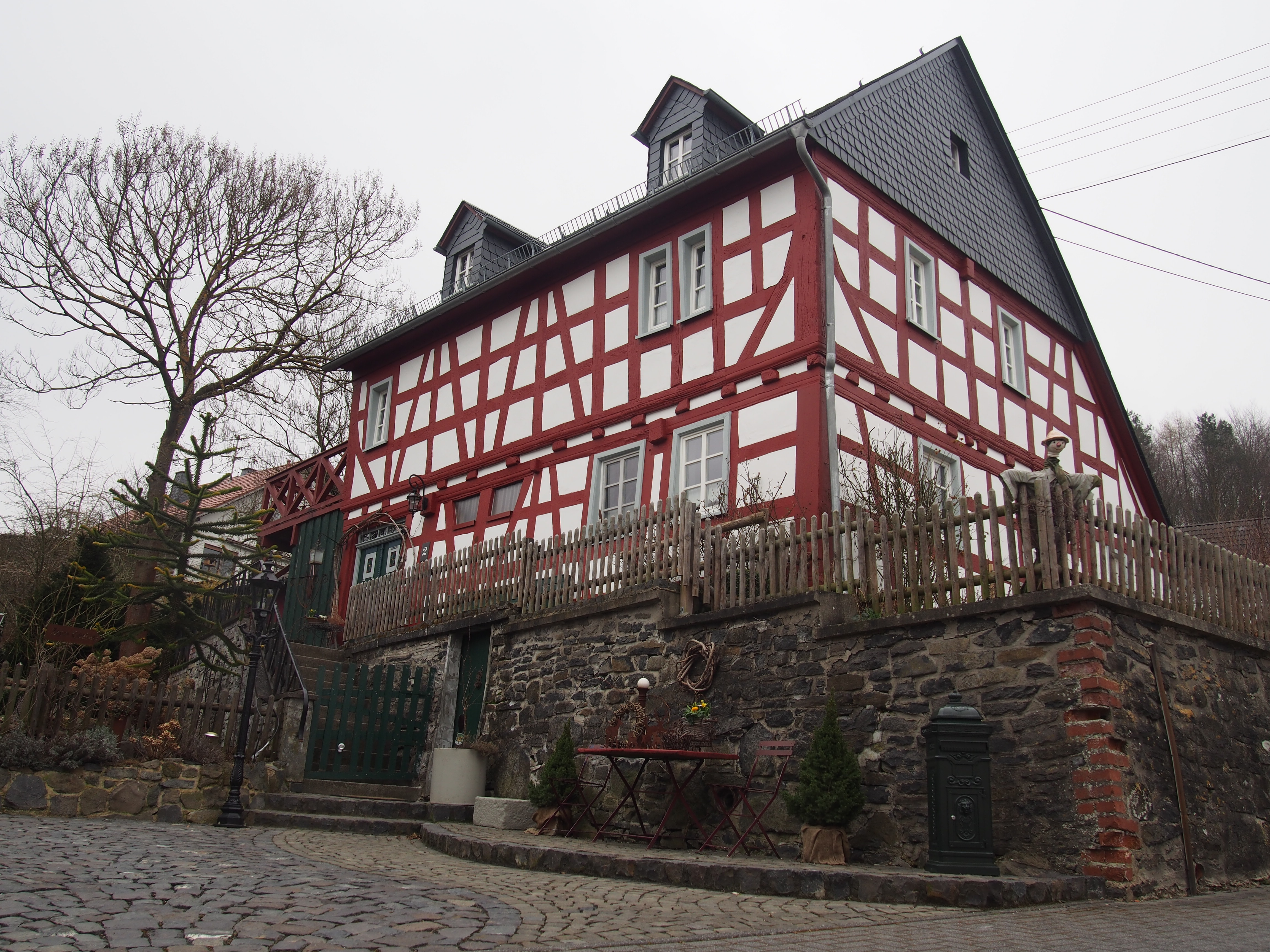
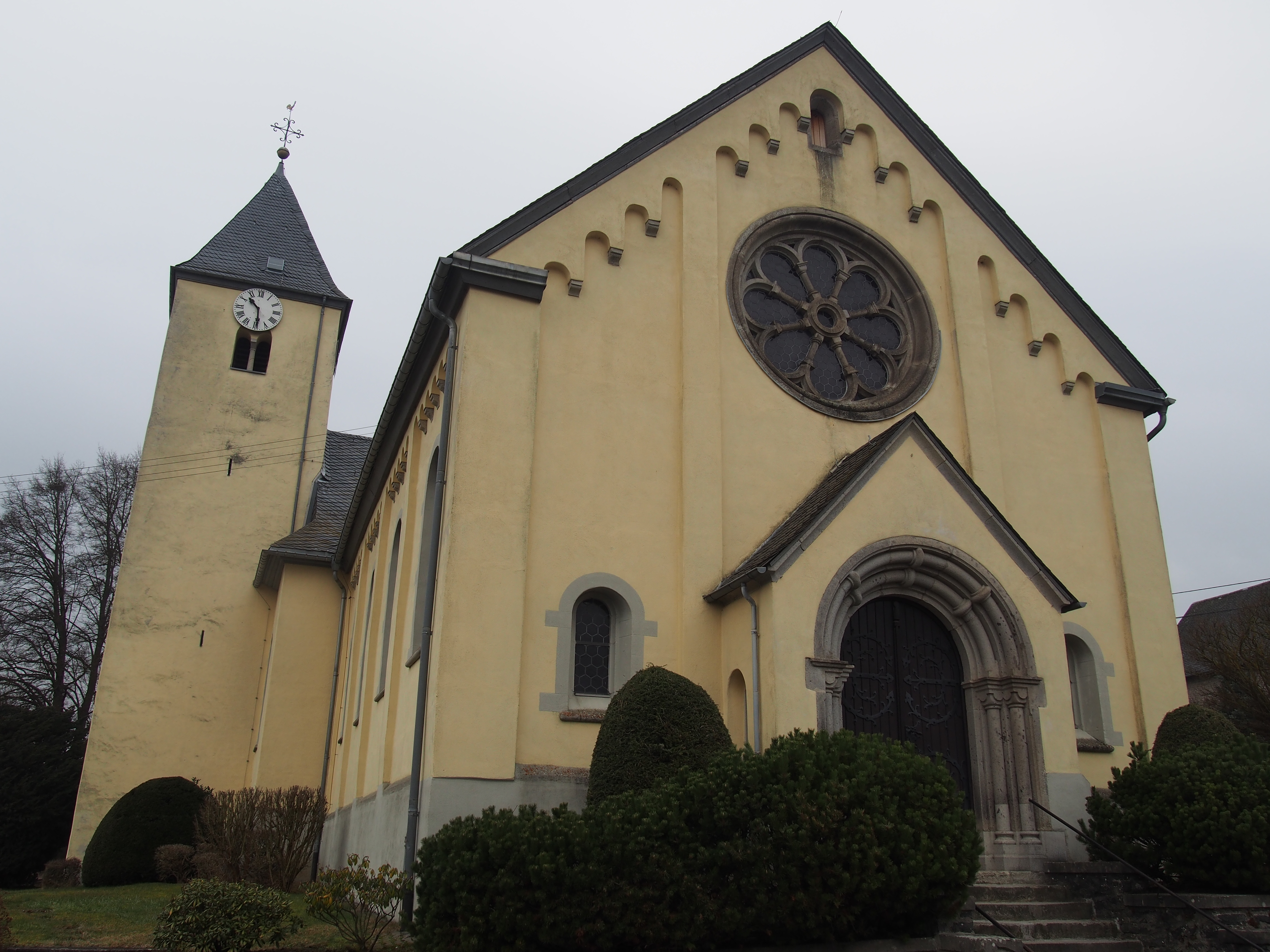
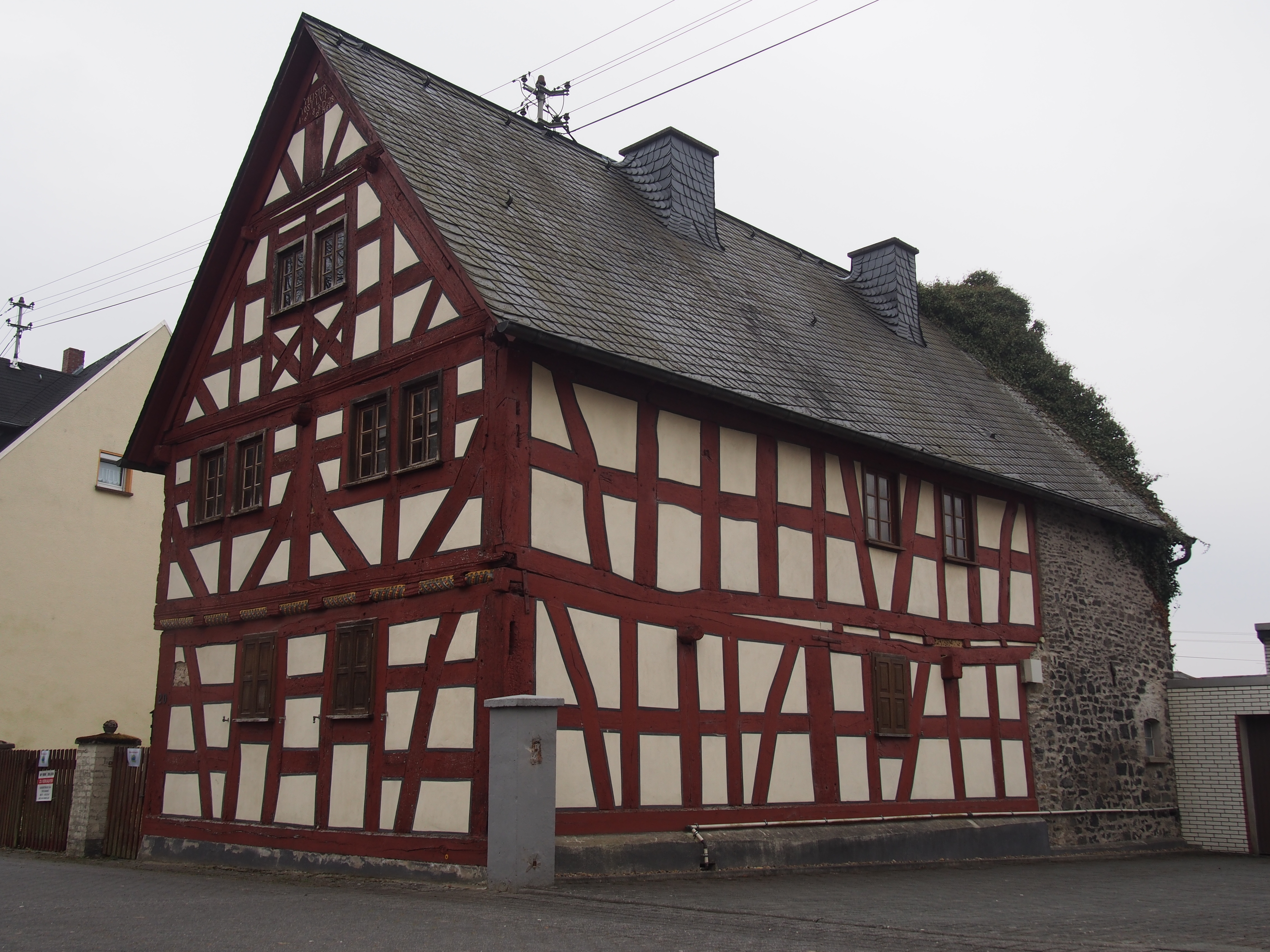